# Ellendale (Dakota du Nord)
Pour les articles homonymes, voir Ellendale.
La ville d’Ellendale est le siège du comté de Dickey, dans l’État du Dakota du Nord, aux États-Unis. Sa population, qui s’élevait à 1 394 habitants lors du recensement de 2010, est estimée à 1 246 habitants en 2019.

## Géographie
Ellendale a une superficie totale de 1,52 mille carré (3,94 km2), entièrement de terre.

## Histoire
Ellendale a été établie en 1882 en tant que siège du comté de Dickey, qui venait d’être fondé. La même année a vu l’arrivée du Chicago, Milwaukee, St. Paul and Pacific Railroad dans la région.
Ellendale a été nommée en hommage à Mary Ellen Dale Merrill, l’épouse de S. S. Merrill, superintendant du Chicago, Milwaukee, St. Paul and Pacific Railroad.

## Démographie
| Groupe            | Ellendale | Dakota du Nord | États-Unis |
| ----------------- | --------- | -------------- | ---------- |
| Blancs            | 94,5      | 90,0           | 72,4       |
| Métis             | 1,9       | 1,8            | 2,9        |
| Amérindiens       | 1,7       | 5,4            | 0,9        |
| Afro-Américains   | 1,2       | 1,2            | 12,6       |
| Autres            | 0,4       | 0,5            | 6,2        |
| Asiatiques        | 0,2       | 1,0            | 4,8        |
| Total             | 100       | 100            | 100        |
|                   |           |                |            |
| Latino-Américains | 1,2       | 2,0            | 16,7       |

Selon l’American Community Survey, pour la période 2011-2015, 95,11 % de la population âgée de plus de 5 ans déclare parler l’anglais à la maison, 2,98 % déclare parler l’allemand et 0,78 % une langue africaine et 1,13 % une autre langue.
| 1890 | 1900 | 1910  | 1920  | 1930  | 1940  |
| ---- | ---- | ----- | ----- | ----- | ----- |
| 761  | 750  | 1 389 | 1 334 | 1 264 | 1 517 |

| 1950  | 1960  | 1970  | 1980  | 1990  | 2000  |
| ----- | ----- | ----- | ----- | ----- | ----- |
| 1 759 | 1 800 | 1 517 | 1 967 | 1 798 | 1 559 |

| 2010  | - | - | - | - | - |
| ----- | - | - | - | - | - |
| 1 394 | - | - | - | - | - |

## Éducation
Ellendale abrite le Trinity Bible College.

## Climat
Selon la classification de Köppen, Ellendale a un climat continental humide, abrégé Dfb.
| Mois                              | jan.  | fév.  | mars | avril | mai  | juin | jui. | août | sep. | oct. | nov. | déc.  |
| --------------------------------- | ----- | ----- | ---- | ----- | ---- | ---- | ---- | ---- | ---- | ---- | ---- | ----- |
| Température minimale moyenne (°C) | −16,7 | −14,2 | −6,7 | 0,2   | 7,2  | 12,6 | 15,2 | 14,2 | 8,7  | 1,3  | −7,2 | −14,6 |
| Température maximale moyenne (°C) | −6    | −3,4  | 3,5  | 13,6  | 20,8 | 25,4 | 28,7 | 27,9 | 22,4 | 14,2 | 3,2  | −4,5  |

## Galerie photographique

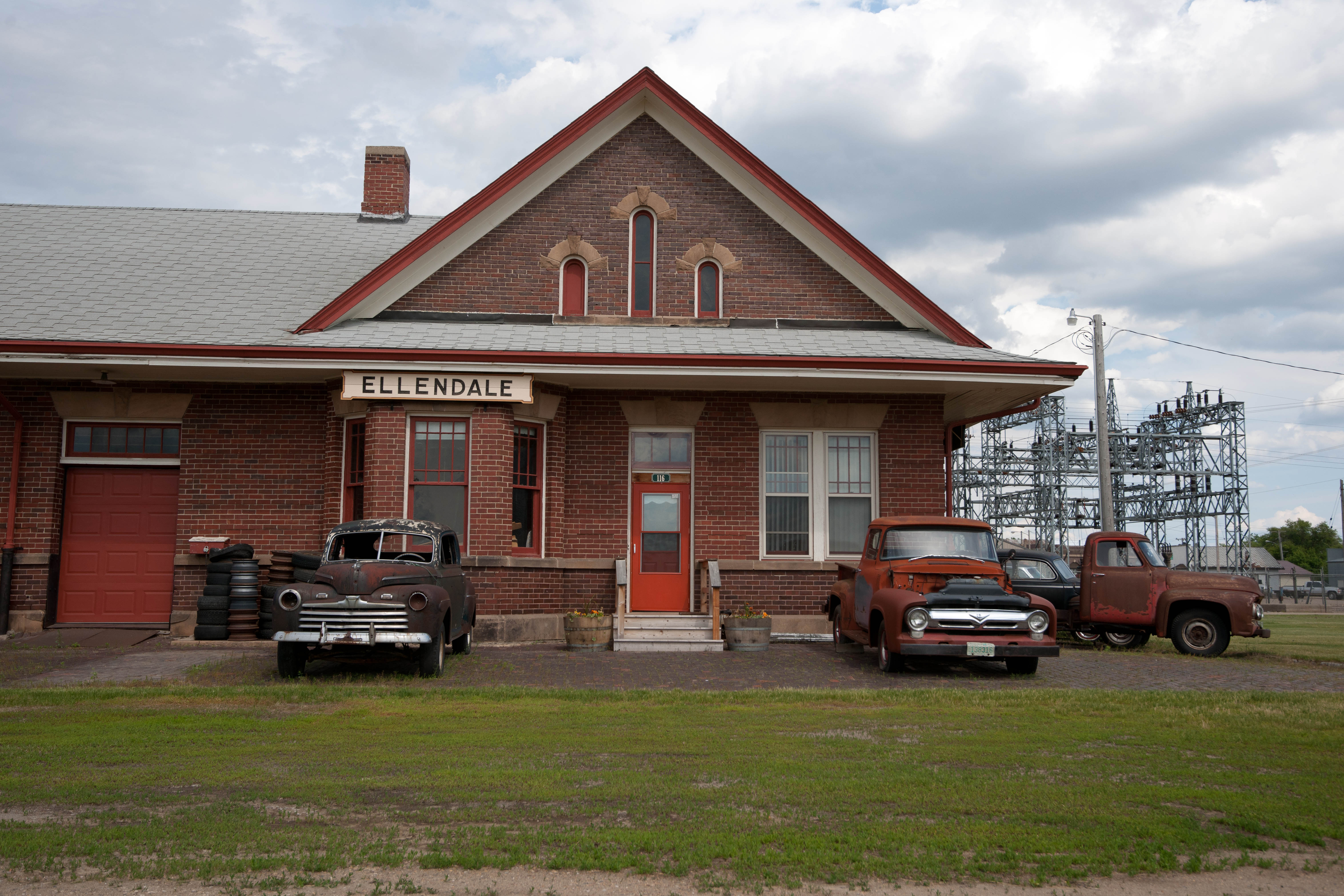
Ellendale en 2009
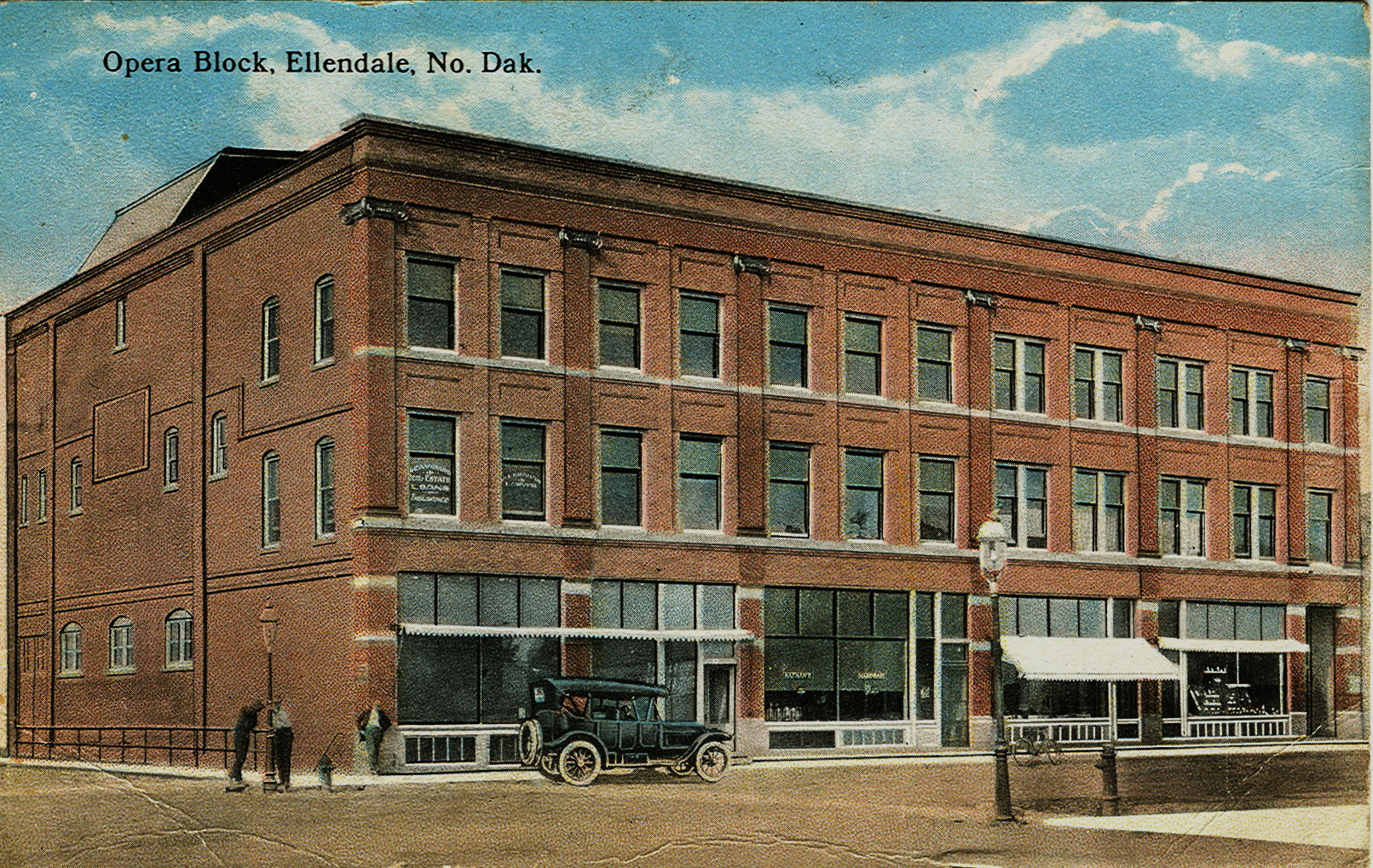
Opera Block c. 1910
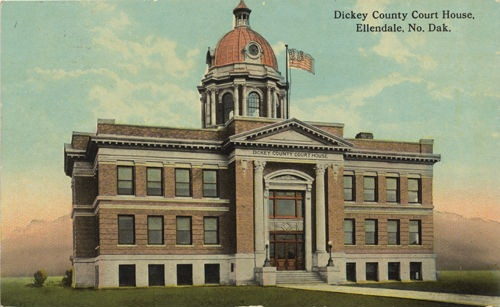
La cour de justice du comté c. 1915